# 208499 Shokasonjuku
208499 Shokasonjuku este o planetă minoră (asteroid) din centura de asteroizi. A fost descoperită pe 17 noiembrie 2001 la Socorro de Lincoln Near-Earth Asteroid Research. 
Obiectul prezintă o orbită caracterizată de o semiaxă mare de 3,1307290943906 UAi, o excentricitate de 0,2, o înclinație de 14,1 ° în raport cu ecliptica.